# Edmund Dalbor
Edmund Dalbor, poljski rimskokatoliški duhovnik, škof in kardinal, * 30. oktober 1869, Ostrowo, † 13. februar 1926.

## Življenjepis
25. februarja 1893 je prejel duhovniško posvečenje.
30. junija 1915 je bil imenovan za nadškofa Gniezno-Poznańa; škofovsko posvečenje je prejel 21. septembra istega leta.
15. decembra 1919 je bil povzdignjen v kardinala in imenovan za kardinal-duhovnika S. Giovanni a Porta Latina.